# 국도 제5호선 (모로코)

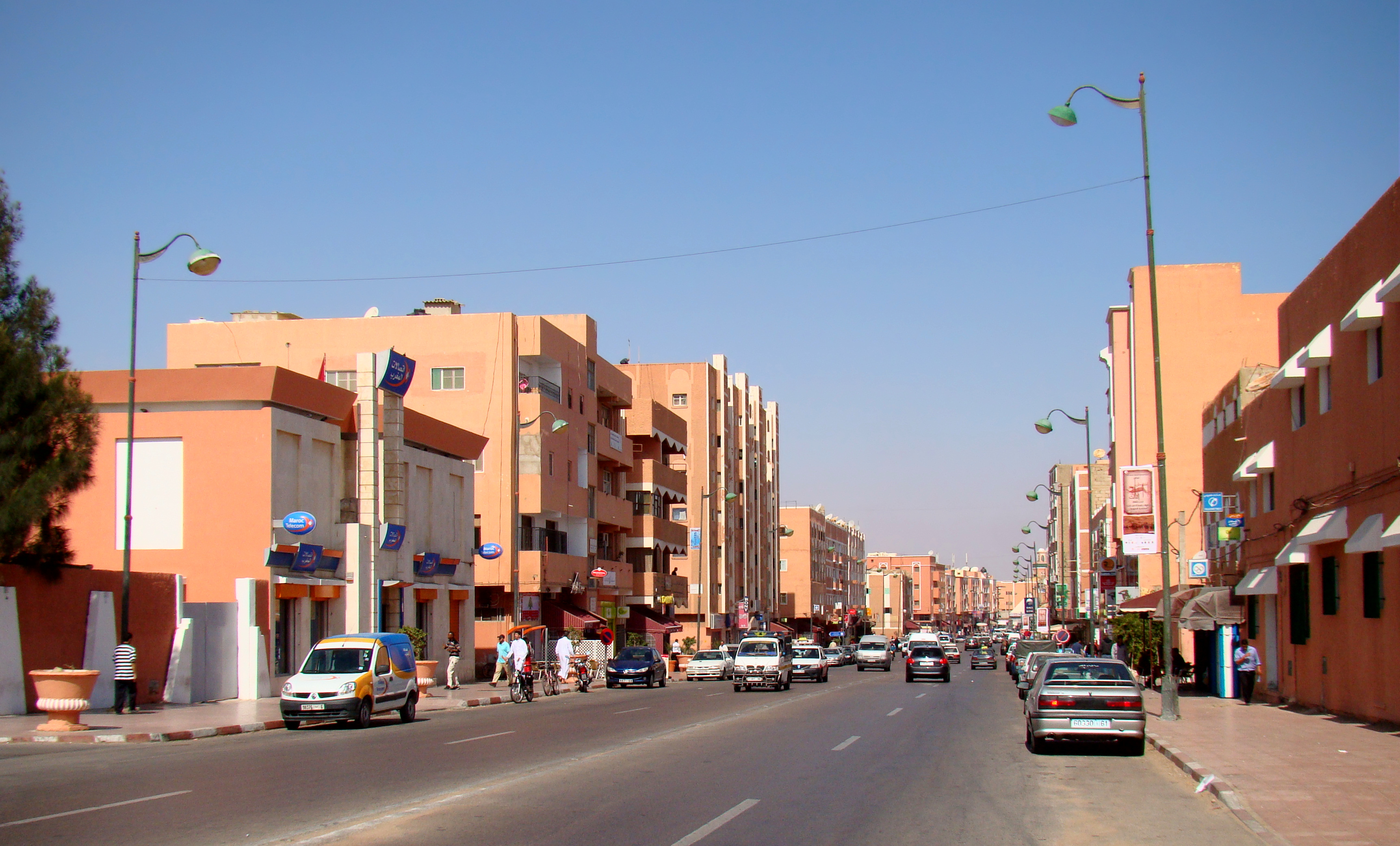
서사하라의 실제 지배 상태에 머무르는 엘아이운 전경. 이 도로는 법적상 모로코 5번 국도로 등록되어 있다.

국도 제5호선(아랍어: الطريق الوطنية 5, 프랑스어: Route nationale 5, N5)은 엘아이운에서 궬타 젬무르까지 이어주는 총 연장 259 km 거리를 가진 모로코의 일반 국도 노선이자 간선 도로이다. 그러나 이 도로는 현재 서사하라의 실질적인 지배를 받은 국도 노선이기도 하다.